# Opowieści z Pałacu Jabby
Opowieści z Pałacu Jabby - książka osadzona w świecie Gwiezdnych wojen, wydana w Polsce nakładem wydawnictwa Amber w 2003 roku (ISBN 83-241-1216-2). Oryginalnie została wydana w 1995 roku przez Bantam Spectra (ISBN 0-553-56815-9).
Poprzedni tom: Powrót Jedi
Następny tom: Mandaloriańska Zbroja

## Spis opowiadań
|     | Tytuł                                                     | Autor(zy)                                           |
| --- | --------------------------------------------------------- | --------------------------------------------------- |
|     | Wstęp                                                     | Kevin J. Anderson                                   |
| 01. | Chłopiec i jego potwór: opowieść opiekuna rankora         | Kevin J. Anderson                                   |
| 02. | Wybór smakosza: opowieść szefa kuchni Jabby               | Barbara Hambly                                      |
| 03. | Ale zabawa: opowieść Sprośnego Okruszka                   | Esther M. Friesner                                  |
| 04. | Czas żałoby, czas tańca: opowieść Ooli                    | Kathy Tyers                                         |
| 05. | Polowanie: opowieść Whiphida                              | Marina Fitch i Mark Budz                            |
| 06. | Zręczny ruch: opowieść Mary Jade                          | Timothy Zahn                                        |
| 07. | A potem jeszcze kilku: opowieść gamorreańskiego strażnika | William F. Wu                                       |
| 08. | Starzy przyjaciele: opowieść Ephanta Mona                 | Kenneth C. Flint                                    |
| 09. | Kozibroda - opowieść Ree-Yees                             | Deborah Wheeler                                     |
| 10. | A zespół grał dalej: opowieść muzyków                     | John Gregory Betancourt                             |
| 11. | Wszystkie troski dnia: opowieść Biba Fortuny              | M. Shayne Bell                                      |
| 12. | Wielki Bóg Quay: opowieść o Baradzie i Weequayach         | George Alec Effinger                                |
| 13. | Złe przeczucie: opowieść EV-9D9                           | Judith i Garfield Reeves-Stevens                    |
| 14. | Wolny Quarren w pałacu: opowieść Tesseka                  | Dave Wolverton                                      |
| 15. | Wyjście z cienia: opowieść zabójcy                        | Jennifer Roberson                                   |
| 16. | Związany język: opowieść Buby                             | Daryl F. Mallett                                    |
| 17. | Taki buhacz - opowieść Boby Fetta                         | Daniel Keys Moran (pod pseudonimem J.D. Montgomery) |
| 18. | Sharra i Sarlacc: opowieść strażnika ze skiffu            | Dan'l Danehy-Oakes                                  |
| 19. | Gruboskórni: opowieść grubej tancerki                     | A. C. Crispin                                       |
|     | Epilog i co dalej...?                                     | Kevin J. Anderson                                   |
|     | Podziękowania                                             | Kevin J. Anderson                                   |